# Тишинська (присілок)
Тишинська (рос. Тишинская) — присілок в Верхньотоємському районі Архангельської області Російської Федерації.
Населення становить 23 особи. Входить до складу муніципального утворення Верхньотоємський муніципальний округ.

## Історія
До 1 червня 2021 року входило до складу муніципального утворення Сефтренське муніципальне утворення.

## Населення
| 2002 | 2010 | 2012 |
| ---- | ---- | ---- |
| 31   | ↘17  | ↗23  |